# Schitu (gmina w okręgu Aluta)
Schitu – gmina w Rumunii, w okręgu Aluta. Obejmuje miejscowości Catanele, Greci, Lisa, Moșteni i Schitu. W 2011 roku liczyła 2660 mieszkańców.